# Bosc-le-Hard
Bosc-le-Hard település Franciaországban, Seine-Maritime megyében. Lakosainak száma 1589 fő (2022. január 1.). Bosc-le-Hard Authieux-Ratiéville, Claville-Motteville, Cottévrard, Esteville, Étaimpuis, Frichemesnil és Grigneuseville községekkel határos.

## Népesség
A település népességének változása:
| Lakosok száma | 1498 | 1466 | 1473 | 1462 | 1497 | 1532 | 1567 | 1579 | 1589 |
|               | 2013 | 2015 | 2016 | 2017 | 2018 | 2019 | 2020 | 2021 | 2022 |